# برومادو
برومادو (به پرتغالی: Brumado) یک منطقهٔ مسکونی در برزیل است که در باهیا واقع شده‌است. برومادو ۲٬۲۰۷٫۶۱۲ کیلومتر مربع مساحت و ۶۹٬۴۷۳ نفر جمعیت دارد و ۴۵۴ متر بالاتر از سطح دریا واقع شده‌است.